# Histampica
Histampica is een geslacht van slangsterren uit de familie Ophiactidae.

## Soorten
- Histampica canescens (Lyman, 1879)
- Histampica cythera (A.H. Clark, 1949)
- Histampica dissidens (Koehler, 1904)
- Histampica duplicata (Lyman, 1875)
- Histampica lycidas (A.H. Clark, 1949)
- Histampica rugosa (H.L. Clark, 1941)
- Histampica sinica Liao, 2004
- Histampica umbonata (Matsumoto, 1915)